# Direct-to-Video
Als Direct-to-Video werden Filmproduktionen bezeichnet, die weder für eine Aufführung in Kinos noch für das Fernsehen, sondern direkt für eine Auswertung im Heimvideomarkt veröffentlicht wurden. Debütierten diese Filme früher auf VHS oder anderen Bandformaten, stellten die Hersteller mit Beginn des 21. Jahrhunderts auf neuere Videomedien wie DVD und später auch Blu-ray um. Solche Produktionen werden in Deutschland auch als Direct-to-DVD oder Straight-to-DVD bezeichnet.
Neben Nischenfilmen wie Splatter- und anderen Horrorfilmen werden auch häufig Fortsetzungen erfolgreicher Kinohits, etwa Hollow Man 2 oder Garfield – Fett im Leben, als Direct-to-Video-Produktionen veröffentlicht. Die Disney-Tochtergesellschaft DisneyToon Studios war knapp zwanzig Jahre speziell für die Produktion von Direct-to-Video-Fortsetzungen zuständig. Nachdem Pornofilme in den 1980er Jahren aus den Kinos verschwanden, fanden sie vor allem als Direct-to-Video-Produktionen ihre Zuschauer.
Die Entscheidung, auf welchem Medium ein Film veröffentlicht wird, kann sich bis zur Veröffentlichung ändern. Eines der bekannteren Beispiele ist hier Toy Story 2, welcher ursprünglich als 60-minütiges Direct-to-Video-Sequel angedacht war, beim ersten Screening aber so überzeugen konnte, dass eine längere Kinoveröffentlichung daraus wurde.

## Situation in Japan
In Japan werden solche Produktionen als Original Video (kurz: OV), auch als Video Eiga (ビデオ映画, dt. „Videofilm“) und V-Cinema, bezeichnet.
Bei Anime werden derartige Produktionen als Original Video Animation (OVA) bzw. Original Animation Video (OAV) bezeichnet.